# Cremastus madagascariensis
Cremastus madagascariensis là một loài tò vò trong họ Ichneumonidae.